# 7811 Zhaojiuzhang
7811 Zhaojiuzhang este un asteroid din centura principală, descoperit pe 23 februarie 1982, de Observatorul Zijinshan.